# میتینگن
میتینگن (به آلمانی: Mietingen) یک شهر در آلمان است که در Biberach واقع شده‌است. میتینگن ۴٬۰۴۵ نفر جمعیت دارد.